# Velké Tresné
Velké Tresné (deutsch Groß Tresna, auch Groß Treszny) ist eine Gemeinde in Tschechien. Sie liegt drei Kilometer nordwestlich von Olešnice und gehört zum Okres Žďár nad Sázavou.

## Geographie
Velké Tresné befindet sich in der Böhmisch-Mährischen Höhe. Das mährische Dorf liegt südlich der historischen Grenze zwischen Mähren und Böhmen in der Talmulde des Baches Důlní potok. Nordöstlich liegt das Tal des Nyklovický potok, das auf einem Teil als Naturdenkmal ausgewiesen ist. Im Nordosten erhebt sich die Fouska (669 m), östlich die Na Skalce (652 m), im Südosten die Kopaniny (688 m) und südwestlich der Dolní kopec (611 m).
Nachbarorte sind Trpín und Kněževes im Nordosten, Veselka und Lamberk im Osten, Olešnice im Südosten, Lhota u Olešnice im Süden, Bolešín und Malé Tresné im Südwesten, Rovečné im Westen sowie Nyklovice im Nordwesten.

## Geschichte
Das Dorf wurde im Zuge der Kolonisation der Grenzwälder zwischen Mähren und Böhmen angelegt. Erstmals urkundlich erwährt wurde der zur Herrschaft Pernstein gehörige Ort im Jahre 1351.
Im Jahre 1590 wurde Velké Tresné zusammen mit elf weiteren Dörfern der Umgebung an die Herrschaft Kunstadt angeschlossen, zu der es bis 1848 gehörte.
Nach der Aufhebung der Patrimonialherrschaften bildete Velké Trestny ab 1850 eine Gemeinde im Bezirk Boskovice. Seit dem Ende des 19. Jahrhunderts fand der Ortsname Velké Tresné Verwendung. Im Jahre 1854 wurde im Kalkstein eine Graphitlagerstätte von 14 m Stärke aufgefunden, deren Abbau von Dominik Starý mit einfachen Mitteln angegangen wurde. Später kaufte Vladimír Weypustek das Bergwerk von Starýs Tochter. Im Jahre 1938 verkaufte Hubert Weypustek das Graphitbergwerk an Karel Engliš jr., den Sohn der Wirtschaftswissenschaftlers Karel Engliš. Dieser sanierte die verkommenen Grubenanlagen und ließ eine Anschlussstraße errichten. Zudem gründete er ein Sägewerk.
1949 wurde die Gemeinde dem Okres Bystřice nad Pernštejnem zugeordnet. Das Sägewerk in Velké Tresné wurde in den 1950er Jahren stillgelegt. Mit Beginn des Jahres 1961 erfolgte die Eingemeindung nach Rovečné, zugleich kam das Dorf zum Okres Žďár nad Sázavou. 1968 erfolgte die Stilllegung des Graphitbergwerkes. Auf dem Grubengelände entstand ein Unternehmen für Stahlkonstruktionen, das später Teil des Staatsbetriebes Sigma wurde. Nach der Reprivatisierung im Jahre 1995 firmiert das Unternehmen als Uniman Engliš a.s. Seit 1992 besteht die Gemeinde wieder.
Nach dem Zweiten Weltkrieg erlangte das Dorf als Erholungsort Bedeutung; Gäste waren u. a. Svatopluk Beneš und Jiří Štuchal.
Velké Tresné liegt auf dem Gebiet des 1995 errichteten Naturparks Svratecká hornatina.

## Gemeindegliederung
Für die Gemeinde Velké Tresné sind keine Ortsteile ausgewiesen.

## Sehenswürdigkeiten
- Museum und Galerie Velké Tresné, die Ausstellung gliedert sich in zwei Teile. In einem werden historische Feuerspritzen gezeigt, der andere beschäftigt sich mit dem Graphitbergbau und der Produktion des Unternehmens Uniman Engliš a.s.
- Berg Kopaniny, südöstlich des Dorfes